# مايكل جونسون (مقاتل)
مايكل جوليان جونسون (بالإنجليزية: Michael Julian Johnson؛ مواليد 4 يونيو 1986) هو مُقاتل فنون قتالية مختلطة أمريكي محترف. يقاتل جونسون حاليًا في فئة الوزن الخفيف في يو إف سي. جونسون، منافس محترف للفنون القتالية المختلطة منذ عام 2008، نافس في الغالب في ساحته الإقليمية، قبل التوقيع مع يو إف سي ليظهر في المقاتل النهائي: نهائي فريق جي إس بي ضد فريق كوسشيك، حيث كان الوصيف.

## مسيرته في فنون القتال المختلطة

### مسيرته المبكرة
جونسون هو بطل سابق في رابطة القتال في الغرب الأوسط وبطولات قتال إكستريم الذي فاز بهذه الألقاب في يوليو 2008 وأكتوبر 2009 على التوالي.

## حياته الشخصية
تدرب جونسون في نادي سبرينغفيلد للقتال، وهي إحدى الشركات التابعة لغراسي بارا ومقرها في سبرينغفيلد بولاية ميزوري. عمل جونسون أيضًا هناك كمساعد مدرب فنون قتالية مختلطة.
في 9 أبريل 2014، ألقي القبض على جونسون في مقاطعة بالم بيتش بولاية فلوريدا بعد نزاع داخلي. ووجهت إليه تهمة جنحة العنف الأسري ثم أطلق سراحه بكفالة. تم إسقاط التهمة في النهاية.

## البطولات والإنجازات

### فنون القتال المختلطة
- يو إف سي
  - قتال الليلة (ثلاث مرات) ضد نات دياز، وجاستن غيثي، وجيمي مولاركي[10]
  - أفضل ضربة قاضية في الليلة (مرة واحدة) ضد داني كاستيلو
  - أداء الليلة (مرتين) ضد داستن بورييه، وعثمان أبو زعيتر[11][12]
- بطولات قتال إكستريم
  - بطولة إكس سي إف للوزن الخفيف (مرة واحدة)
- رابطة القتال في الغرب الأوسط
  - بطولة إم إف إل للوزن الخفيف (مرة واحدة)
- شيردوغ
  - قتال العالم 2017 ضد جاستن غيثي[13]* جولة العام 2017 (الجولة 2) ضد جاستن غيثي[14]
- بليتشر ريبورت
  - قتال العالم 2017 ضد جاستن غيثي[15]
- سي بي إس سبورت
  - قتال العالم 2017 ضد جاستن غيثي[16]
- إم إم إيه جونكي
  - جولة العام 2017 (الجولة الأولى) ضد جاستن غيثي[17]
- الكوع الدامي
  - أفضل قتال لعام 2017 ضد جاستن غيثي[18]
- كيجيسايد بريس
  - قتال العالم 2017 ضد جاستن غيثي[19]

## سجل فنون القتال المختلطة
| السجل المهني |        |          |
| 42 نزال      | 23 فوز | 19 خسارة |
| ضربة قاضية   | 10     | 3        |
| إخضاع        | 2      | 9        |
| قرار القضاة  | 11     | 7        |

| النتيجة | السجل | الخصم               | الطريقة                              | الحدث                                               | التاريخ        | الجولة | الوقت | المكان                                   | الملاحظات                                              |
| ------- | ----- | ------------------- | ------------------------------------ | --------------------------------------------------- | -------------- | ------ | ----- | ---------------------------------------- | ------------------------------------------------------ |
| فاز     | 23–19 | عثمان أبو زعيتر     | ضربة قاضية (بلكمة)                   | يو إف سي على إي إس بي إن: كوفنغتون ضد باكلي         | 14 ديسمبر 2024 | 2      | 2:03  | تامبا، فلوريدا، الولايات المتحدة         | أداء الليلة.                                           |
| فاز     | 22–19 | داريوس فلاورز       | قرار القضاة (بالإجماع)               | يو إف سي ليلة القتال: هيرمانسون ضد بايفر            | 10 فبراير 2024 | 3      | 5:00  | لاس فيغاس، نيفادا، الولايات المتحدة      |                                                        |
| خسر     | 21–19 | كارلوس دييغو فيريرا | ضربة قاضية (لكمة)                    | يو إف سي ليلة القتال: ديرن ضد هيل                   | 20 مايو 2023   | 2      | 1:50  | لاس فيغاس، نيفادا، الولايات المتحدة      |                                                        |
| فاز     | 21–18 | مارك دياكيزي        | قرار الحكام (بالإجماع)               | يو إف سي على إي إس بي إن: طومسون ضد هولاند          | 3 ديسمبر 2022  | 3      | 5:00  | أورلاندو، فلوريدا، الولايات المتحدة      |                                                        |
| خسر     | 20–18 | جيمي مولاركي        | قرار الحكام (بالانقسام)              | يو إف سي على إي إس بي إن: دوس أنجوس ضد فيزيف        | 9 يوليو 2022   | 3      | 5:00  | لاس فيغاس، نيفادا، الولايات المتحدة      | قتال الليلة.                                           |
| فاز     | 20–17 | ألان باتريك         | ضربة قاضية (باللكمات)                | يو إف سي على إي إس بي إن: بلاهوفيتش ضد راكيتش       | 14 مايو 2022   | 2      | 3:22  | لاس فيغاس، نيفادا، الولايات المتحدة      |                                                        |
| خسر     | 19–17 | كلاي غويدا          | قرار الحكام (بالإجماع)               | يو إف سي ليلة القتال: أوفيرم ضد فولكوف              | 6 فبراير 2021  | 3      | 5:00  | لاس فيغاس، نيفادا، الولايات المتحدة      |                                                        |
| خسر     | 19–16 | تياغو مويسيس        | إخضاع (قفل أخيل)                     | يو إف سي ليلة القتال: سميث ضد تيكسيرا               | 13 مايو 2020   | 2      | 0:25  | جاكسونفيل، فلوريدا، الولايات المتحدة     |                                                        |
| خسر     | 19–15 | ستيفي راي           | قرار الحكام (بالأغلبية)              | يو إف سي ليلة القتال: مايا ضد أسكرين                | 26 أكتوبر 2019 | 3      | 5:00  | كالانغ، سنغافورة                         | العودة للوزن الخفيف.                                   |
| خسر     | 19–14 | جوش إيميت           | ضربة قاضية (لكمة)                    | يو إف سي على إي إس بي إن: باربوزا ضد غيثي           | 30 مارس 2019   | 3      | 4:14  | فيلاديلفيا، بنسيلفينيا، الولايات المتحدة |                                                        |
| فاز     | 19–13 | أرتم لوبوف          | قرار الحكام (بالإجماع)               | يو إف سي ليلة القتال: فولكان ضد سميث                | 27 أكتوبر 2018 | 3      | 5:00  | مونكتون، نيو برونزويك، كندا              | نزال في وزن غير محدد (147 رطلاً)؛ جونسون أخفق عن الوزن. |
| فاز     | 18–13 | أندريه فيلي         | قرار الحكام (بالانقسام)              | يو إف سي ليلة القتال: غيثي ضد فيك                   | 25 أغسطس 2018  | 3      | 5:00  | لنكن، نبراسكا، الولايات المتحدة          |                                                        |
| خسر     | 17–13 | دارين إلكنز         | إخضاع (خنق خلفي عاري)                | يو إف سي ليلة القتال: ستيفنس ضد تشوي                | 14 يناير 2018  | 2      | 2:22  | سانت لويس، ميزوري، الولايات المتحدة      | الظهور الأول في وزن الريشة.                            |
| خسر     | 17–12 | جاستن غيثي          | ضربة فنية قاضية (باللكمات والركبتين) | المقاتل النهائي: نهائي ريدمبشن                      | 7 يوليو 2017   | 2      | 4:48  | لاس فيغاس، نيفادا، الولايات المتحدة      | قتال الليلة. قتال العام (2017).                        |
| خسر     | 17–11 | حبيب نورمحمدوف      | إخضاع (كيمورا)                       | يو إف سي 205                                        | 12 نوفمبر 2016 | 3      | 2:31  | مدينة نيويورك، نيويورك، الولايات المتحدة |                                                        |
| فاز     | 17–10 | داستن بورييه        | ضربة قاضية (باللكمات)                | يو إف سي ليلة القتال: بورييه ضد جونسون              | 17 سبتمبر 2016 | 1      | 1:35  | هيدالغو، تكساس، الولايات المتحدة         | أداء الليلة.                                           |
| خسر     | 16–10 | نات دياز            | قرار الحكام (بالإجماع)               | يو إف سي على فوكس: دوس أنجوس ضد كاوبوي 2            | 19 ديسمبر 2015 | 3      | 5:00  | أورلاندو، فلوريدا، الولايات المتحدة      | قتال الليلة.                                           |
| خسر     | 16–9  | بينيل داريوش        | قرار الحكام (بالانقسام)              | يو إف سي ليلة القتال: تيكسيرا ضد سانت بريوكس        | 8 أغسطس 2015   | 3      | 5:00  | ناشفيل، تينيسي، الولايات المتحدة         |                                                        |
| فاز     | 16–8  | إدسون باربوزا       | قرار الحكام (بالإجماع)               | يو إف سي ليلة القتال: بيغ فوت ضد مير                | 22 فبراير 2015 | 3      | 5:00  | بورتو أليغري، البرازيل                   |                                                        |
| فاز     | 15–8  | ملفين جيلارد        | قرار الحكام (بالإجماع)               | يو إف سي ليلة القتال: جوستافسون ضد مانوا            | 8 مارس 2014    | 3      | 5:00  | لندن، إنجلترا                            |                                                        |
| فاز     | 14–8  | جليسون تيباو        | ضربة قاضية (باللكمات)                | يو إف سي 168                                        | 28 ديسمبر 2013 | 2      | 1:32  | لاس فيغاس، نيفادا، الولايات المتحدة      |                                                        |
| فاز     | 13–8  | جو لوزون            | قرار الحكام (بالإجماع)               | يو إف سي ليلة القتال: شوغون ضد سونين                | 17 أغسطس 2013  | 3      | 5:00  | بوسطن، ماساتشوستس، الولايات المتحدة      |                                                        |
| خسر     | 12–8  | رضا ماضي            | إخضاع (خنق برابو)                    | يو إف سي على فيول تي في: موساوي ضد لطيفي            | 6 أبريل 2013   | 3      | 1:33  | ستوكهولم، السويد                         |                                                        |
| خسر     | 12–7  | مايلز جوري          | قرار الحكام (بالإجماع)               | يو إف سي 155                                        | 29 ديسمبر 2012 | 3      | 5:00  | لاس فيغاس، نيفادا، الولايات المتحدة      |                                                        |
| فاز     | 12–6  | داني كاستيلو        | ضربة قاضية (باللكمات)                | يو إف سي على إف إكس: براون ضد بيغ فوت               | 5 أكتوبر 2012  | 2      | 1:06  | مينابوليس، مينيسوتا، الولايات المتحدة    | أفضل ضربة قاضية في الليلة.                             |
| فاز     | 11–6  | توني فيرغسون        | قرار الحكام (بالإجماع)               | يو إف سي على فوكس: دياز ضد ميلر                     | 5 مايو 2012    | 3      | 5:00  | شرق راذرفورد، نيوجيرسي، الولايات المتحدة |                                                        |
| فاز     | 10–6  | شين رولر            | قرار الحكام (بالإجماع)               | يو إف سي على فوكس: إيفانز ضد دايفز                  | 28 يناير 2012  | 3      | 5:00  | شيكاغو، إلينوي، الولايات المتحدة         |                                                        |
| خسر     | 9–6   | بول ساس             | إخضاع (خطاف الكعب)                   | يو إف سي لايف: كروز ضد جونسون                       | 1 أكتوبر 2011  | 1      | 3:00  | Washington، D.C.، الولايات المتحدة       |                                                        |
| فاز     | 9–5   | إدوارد فالولوتو     | ضربة فنية قاضية (باللكمات)           | يو إف سي لايف: كونغو ضد باري                        | 26 يونيو 2011  | 1      | 4:42  | بيتسبرغ، بنسيلفانيا، الولايات المتحدة    |                                                        |
| خسر     | 8–5   | جوناثان بروكينز     | قرار الحكام (بالإجماع)               | المقاتل النهائي: نهائي فريق جي إس بي ضد فريق كوسشيك | 4 ديسمبر 2010  | 3      | 5:00  | لاس فيغاس، نيفادا، الولايات المتحدة      | نهائي بطولة المقاتل النهائي 12 للوزن الخفيف.           |
| فاز     | 8–4   | كريس مكدانيل        | ضربة فنية قاضية (باللكمات)           | إف إم: الإنتاج                                      | 30 يناير 2010  | 1      | 4:34  | سبرينغفيلد، ميزوري، الولايات المتحدة     |                                                        |
| فاز     | 7–4   | راميرو هيرنانديز    | قرار الحكام (بالإجماع)               | بطولة تيتان القتالية 15                             | 18 ديسمبر 2009 | 3      | 5:00  | كانساس سيتي، كنساس، الولايات المتحدة     | نزال في وزن غير محدد (150 رطلاً).                       |
| فاز     | 6–4   | آرون ديرو           | ضربة فنية قاضية (باللكمات)           | إكستريم كيج فايتر 10                                | 3 أكتوبر 2009  | 1      | 0:43  | سبرينغفيلد، ميزوري، الولايات المتحدة     | فاز بلقب بطولة إكس سي إف للوزن الخفيف.                 |
| خسر     | 5–4   | إريك ماريوت         | إخضاع (خطاف الكعب)                   | إف إم: الإنتاج                                      | 9 مايو 2009    | 2      | 1:32  | سبرينغفيلد، ميزوري، الولايات المتحدة     |                                                        |
| فاز     | 5–3   | كلاي فرينش          | إخضاع (كيمورا)                       | فيول فايت كلوب                                      | 10 أبريل 2009  | 1      | 3:16  | ليك اوزارك، ميزوري، الولايات المتحدة     |                                                        |
| خسر     | 4–3   | جو برامر            | إخضاع (خنق المقصلة)                  | بطولة قفص الغرب الأوسط 19                           | 14 مارس 2009   | 4      | 3:45  | دي موين، آيوا، الولايات المتحدة          |                                                        |
| خسر     | 4–2   | جيمس كراوز          | إخضاع (خنق المثلث)                   | إف إم: الإنتاج                                      | 22 نوفمبر 2008 | 1      | 2:55  | سبرينغفيلد، ميزوري، الولايات المتحدة     |                                                        |
| فاز     | 4–1   | وارن ستيوارت        | ضربة فنية قاضية (باللكمات)           | إف إم: الإنتاج                                      | 13 سبتمبر 2008 | 1      | 2:37  | سبرينغفيلد، ميزوري، الولايات المتحدة     |                                                        |
| فاز     | 3–1   | لوكاس جوالتني       | قرار الحكام (بالأغلبية)              | رابطة القتال في الغرب الأوسط                        | 25 يوليو 2008  | 3      | 5:00  | كولومبيا، ميزوري، الولايات المتحدة       | فاز بلقب بطولة إم إف إل للوزن الخفيف.                  |
| خسر     | 2–1   | تيد ورثينجتون       | إخضاع (خنق المثلث)                   | إم سي سي 13: المتنافسون                             | 25 أبريل 2008  | 3      | 1:29  | أوربنديل، آيوا، الولايات المتحدة         |                                                        |
| فاز     | 2–0   | ستيف شنايدر         | إخضاع (خنق)                          | إف إم: الإنتاج                                      | 18 أبريل 2008  | 1      | 2:12  | سبرينغفيلد، ميزوري، الولايات المتحدة     |                                                        |
| فاز     | 1–0   | تشونسي براذر        | ضربة فنية قاضية (باللكمات)           | إف إم: الإنتاج                                      | 1 فبراير 2008  | 1      | 1:12  | سبرينغفيلد، ميزوري، الولايات المتحدة     |                                                        |

### سجل الفنون القتالية المختلطة الاستعراضي
| السجل الاستعراضي |       |         |
| 4 نزال           | 4 فوز | 0 خسارة |
| بالإخضاع         | 1     | 0       |
| بقرار الحكام     | 3     | 0       |

| النتيجة | السجل | الخصم                 | الطريقة                 | الحدث                                               | التاريخ                      | الجولة | الوقت | المكان                              | الملاحظات                          |
| ------- | ----- | --------------------- | ----------------------- | --------------------------------------------------- | ---------------------------- | ------ | ----- | ----------------------------------- | ---------------------------------- |
| فاز     | 4–0   | نام فان               | قرار الحكام (بالانقسام) | المقاتل النهائي: نهائي فريق جي إس بي ضد فريق كوسشيك | 1 ديسمبر 2010 (تاريخ العرض)  | 3      | 5:00  | لاس فيغاس، نيفادا، الولايات المتحدة | نصف النهائي.                       |
| فاز     | 3–0   | أليكس كاسيريس (مقاتل) | قرار الحكام (بالإجماع)  | المقاتل النهائي: نهائي فريق جي إس بي ضد فريق كوسشيك | 17 نوفمبر 2010 (تاريخ العرض) | 2      | 5:00  | لاس فيغاس، نيفادا، الولايات المتحدة | ربع النهائي.                       |
| فاز     | 2–0   | آرون ويلكنسون         | إخضاع (خنق خلفي عاري)   | المقاتل النهائي: نهائي فريق جي إس بي ضد فريق كوسشيك | 29 سبتمبر 2010 (تاريخ العرض) | 3      | 0:39  | لاس فيغاس، نيفادا، الولايات المتحدة | نزال تمهيدي.                       |
| فاز     | 1–0   | بابلو غارزا           | قرار الحكام (بالإجماع)  | المقاتل النهائي: نهائي فريق جي إس بي ضد فريق كوسشيك | 15 سبتمبر 2010 (تاريخ العرض) | 2      | 5:00  | لاس فيغاس، نيفادا، الولايات المتحدة | نزال الدخول لمنزل المقاتل النهائي. |

## وصلات خارجية
- مايكل جونسون على موقع يو إف سي (الإنجليزية)
- مايكل جونسون على موقع شيردوغ (الإنجليزية)
- مايكل جونسون على موقع Tapology.com (الإنجليزية)
- مايكل جونسون على موقع IMDb (الإنجليزية)
- مايكل جونسون على موقع قاعدة بيانات الفيلم (الإنجليزية)